# Województwo warszawskie (II Rzeczpospolita)

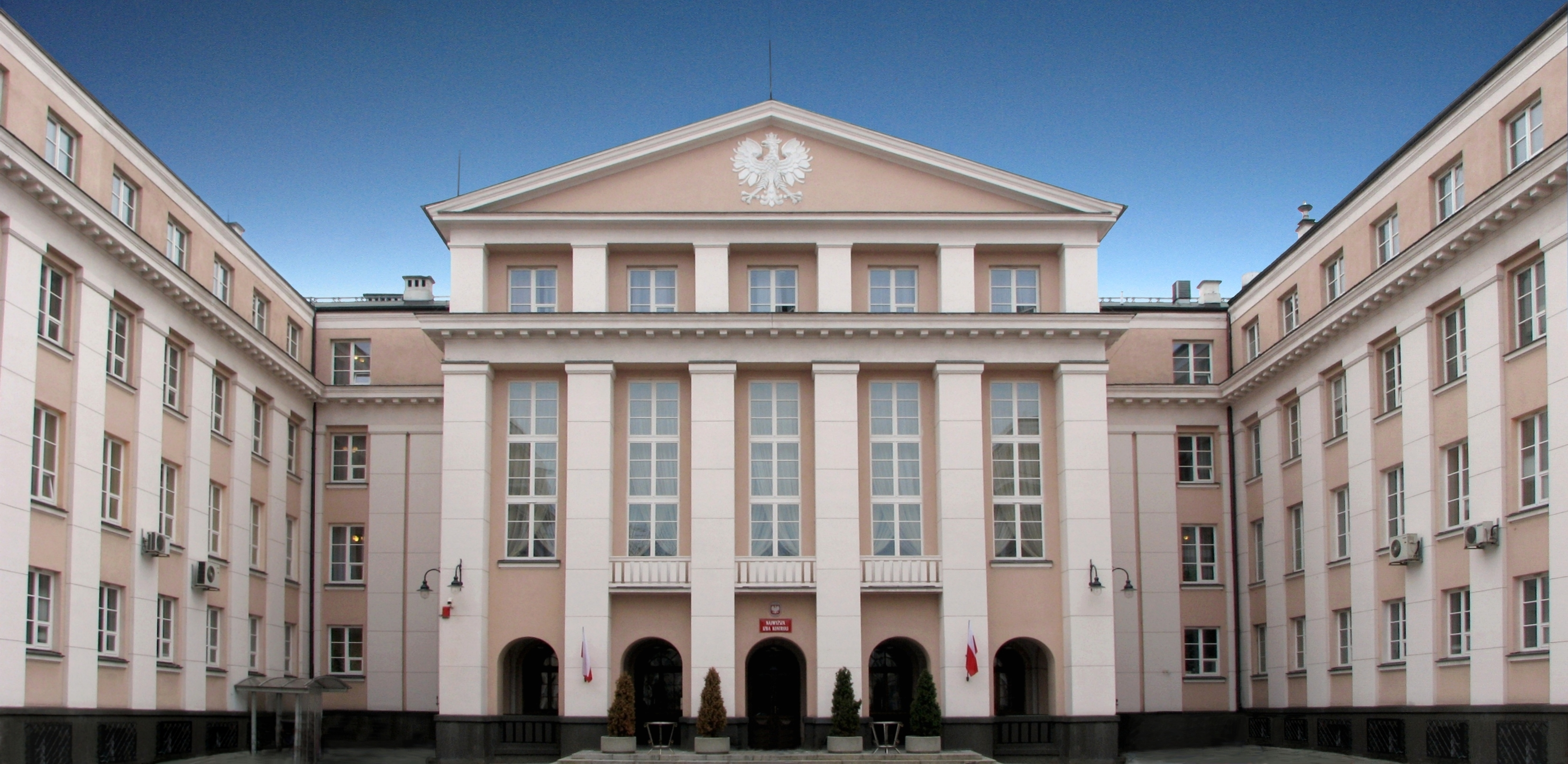
Gmach Urzędu Wojewódzkiego Warszawskiego przy ul. Filtrowej 57 w Warszawie, widok współczesny

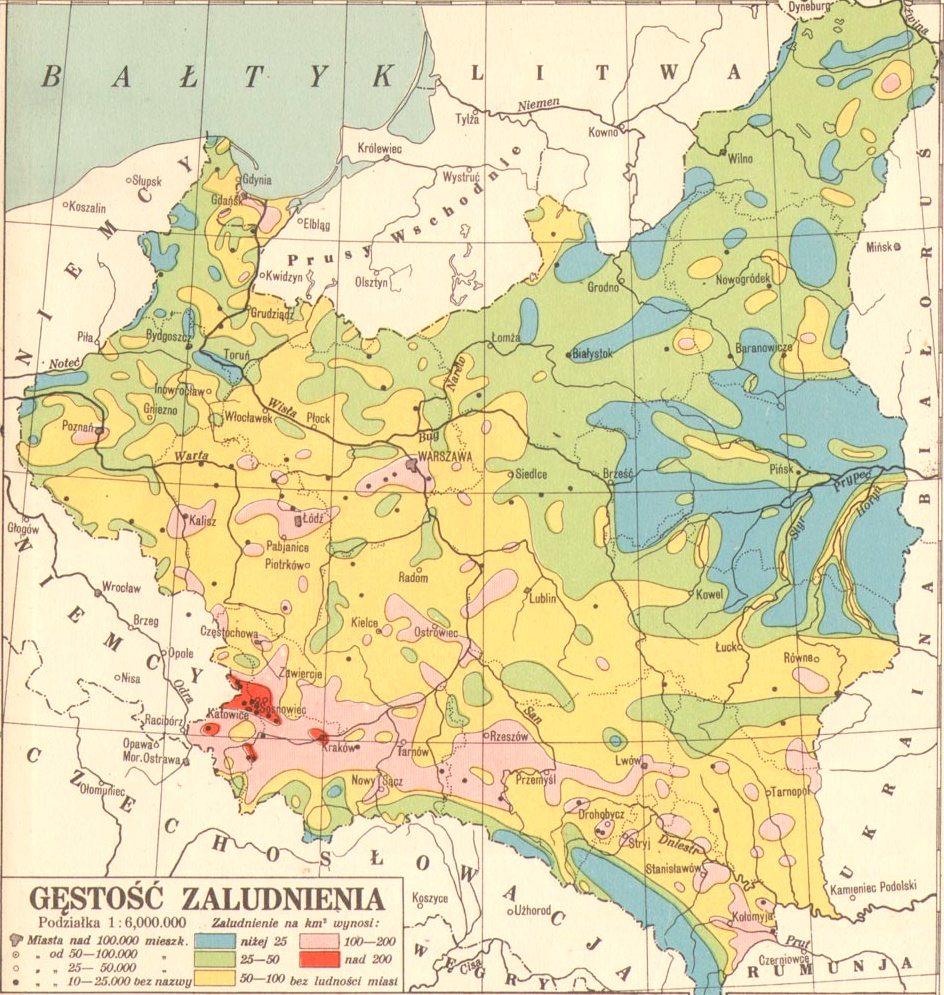
Polska, gęstość zaludnienia, 1931

Województwo warszawskie – województwo II Rzeczypospolitej istniejące w latach 1919–1939 z siedzibą władz w Warszawie.

## Podział administracyjny
Województwo obejmowało następujące powiaty: błoński, ciechanowski, działdowski (od 1938 roku), garwoliński (od 1939), gostyniński, grójecki, kutnowski (do 1939), lipnowski (do 1938), łomżyński (od 1939), łowicki (do 1939), makowski, miński, mławski, nieszawski (do 1938), ostrołęcki (od 1939), ostrowski (od 1939), płocki, płoński, przasnyski, pułtuski, radzymiński, rawski (do 1939), rypiński (do 1938), sierpecki, skierniewicki (do 1939), sochaczewski, sokołowski (od 1939), warszawski, węgrowski (od 1939) i włocławski (do 1938).

### Zmiany administracyjne
- 1 kwietnia 1938 r. wyłączono powiaty nieszawski, rypiński, lipnowski oraz włocławski i przyłączono je do woj. pomorskiego[5];
- 1 kwietnia 1938 r. przyłączono powiat działdowski z woj. pomorskiego[5];
- 1 kwietnia 1939 r. wyłączono powiaty kutnowski, łowicki, rawski oraz skierniewicki i przyłączono je do woj. łódzkiego[6];
- 1 kwietnia 1939 r. przyłączono z woj. lubelskiego powiaty garwoliński, sokołowski i węgrowski oraz gminę Irena z powiatu puławskiego, którą przyłączono do powiatu garwolińskiego[6][7], a także powiaty łomżyński, ostrołęcki i ostrowski z woj. białostockiego[6].

## Ludność
Ludność województwa w 1921 roku wynosiła 2.112.798 osób.
Podział ludności ze względu na narodowość:
- Polacy - 89,8%; 1 898 112
- Żydzi - 7,7%; 163 646
- Niemcy - 2,2%; 47 384

Podział ludności ze względu na wyznanie:
- rzymskokatolickie - 85,3%; 1 802 427
- mojżeszowe - 9,6%; 203 425
- ewangelickie - 4,1%; 87 427
- mariawickie - 0,6%; 12 475
- prawosławne - 0,2%; 4637

### Struktura demograficzna[3]
Liczba ludności (dane z 9 grudnia 1931):
|        | Ogółem    | Ogółem | Kobiety   | Kobiety | Mężczyźni | Mężczyźni |
| osób   | %         | osób   | %         | osób    | %         |           |
| ------ | --------- | ------ | --------- | ------- | --------- | --------- |
| Ogółem | 2 529 228 | 100    | 1 292 187 | 51,09   | 1 237 041 | 48,91     |
| Miasto | 582 542   | 23,03  | 305 882   | 12,09   | 276 660   | 10,94     |
| Wieś   | 1 946 686 | 76,97  | 986 305   | 39,00   | 960 381   | 37,97     |

▶Wieś vs ▶miasto
Ogółem (▶k, ▶m)
Miasto (▶k, ▶m)
Wieś (▶k, ▶m)

## Wojewodowie warszawscy w II Rzeczypospolitej
- Władysław Sołtan 19 listopada 1919 – 19 grudnia 1923, 22 marca 1924 – 24 listopada 1927
- Stanisław Twardo 28 listopada 1927 – 3 lipca 1934
- Bronisław Nakoniecznikow-Klukowski 3 lipca 1934 – 5 lutego 1938
- Jerzy Paciorkowski 22 stycznia 1938 – wrzesień 1939 (p.o. do 5 lutego 1938)

Wicewojewodowie
- Stanisław Łopatto (?-1928-?)[9]
- Władysław Włoskowicz (?-1932-?)[9]
- Franciszek Godlewski (?-1937)[9]
- Mieczysław Myśliński[a] (24 marca 1937 - )[16]

## Siedziba
Od 1938 roku urząd miał siedzibę w nowo wybudowanym gmachu przy ul. Filtrowej 57.